# Schmelz-Reduktionsofen

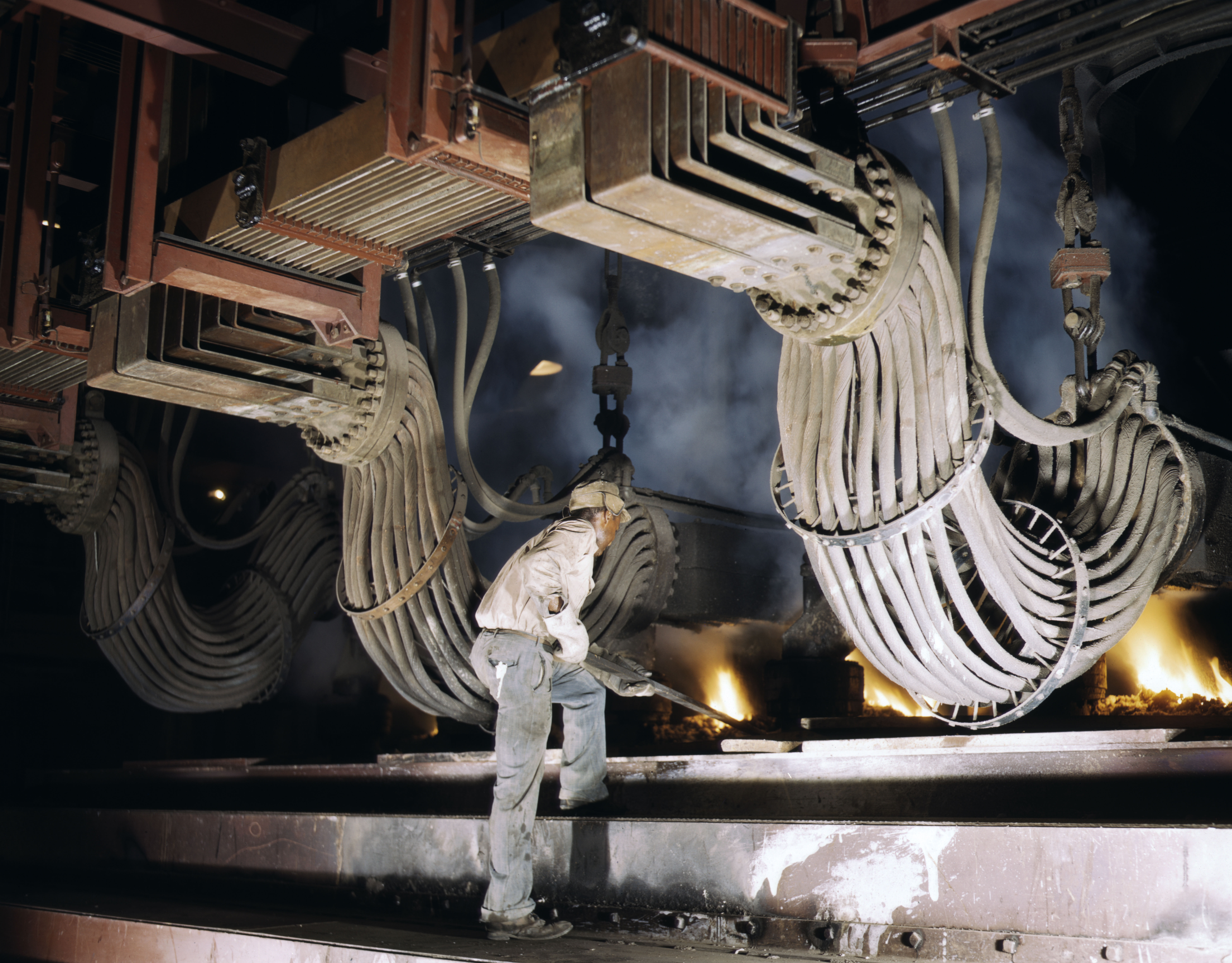
Schmelz-Reduktionsofen für die Phosphorgewinnung. Die massiven Kabelbündel sind die Anschlussleitungen der Elektroden, der Betrieb des Ofens erfolgt mit Dreiphasenwechselstrom.

Ein Schmelz-Reduktionsofen (englisch Submerged Arc(-resistance) Furnace, SAF) ist eine Sonderform des elektrischen Lichtbogenofens.

## Einsatzbereich
Typischer Einsatzbereich ist das Erschmelzen von Legierungsbestandteilen, Ferrolegierungen oder so genannten Zuschlägen.
Die Produkte aus Schmelz-Reduktionsöfen finden hauptsächlich im Hüttenwesen Anwendung, um beispielsweise unerwünschte Bestandteile einer Schmelze in Schlacke zu überführen und damit aus der Schmelze zu entfernen. 
Im größeren Maßstab werden Nickel, Calciumcarbid oder metallurgisches Silicium erschmolzen, wobei die Öfen jeweils speziell auf das Schmelzgut ausgeführt werden.
Ein weiterer Anwendungsbereich von Schmelz-Reduktionsöfen ist die Umsetzung von Calciumphosphat in Form der Mineralien Phosphorit oder Apatit mit Koks und Quarzsand, um bei Temperaturen um 1400 °C weißen Phosphor zu gewinnen.

## Wärmeerzeugung
Im Gegensatz zum Lichtbogenofen mit dem zwischen dem Schmelzbad und Elektrode entladenden Lichtbogen taucht die Elektrode in die Schlacke ein. Die Heizleistung entsteht vor allem durch den Stromfluss durch die als elektrischen Widerstand wirkende Schlacke sowie teilweise durch sich im Inneren der Schlacke ausbildende Lichtbögen. Die Schmelze selbst muss dabei nicht elektrisch leitfähig sein.
Üblich ist die mit Dreiphasenwechselstrom versorgte 3-Elektrodenausführung in Sternschaltung, bei runden Öfen sind die Elektroden selbst im gleichseitigen Dreieck angeordnet.
Ist das Schmelzgut elektrisch leitfähig, kann die Elektrodenzahl auf eins reduziert werden. Solche Öfen werden mit Gleichstrom betrieben; die Schmelze stellt den Gegenpol dar.
Als Elektrodenbauform ist entweder die Söderberg-Elektrode oder verschraubbare, vorgebackenen Elektroden aus Kohlenstoff mit Bindemitteln gebräuchlich.